# Albertas Goštautas
Albertas Goštautas (Pools: Olbracht Gasztołd; Vilnius, ca. 1480 – aldaar, december 1539) was een Litouwse edelman die diende als woiwode van Navahroedak, Polotsk en Trakai. In 1522 werd hij Grootkanselier van Litouwen. 

## Biografie
Albertas Goštautas werd geboren als de zoon van Martynus Goštautas. In zijn jeugd kreeg hij thuisonderwijs en was een belezen persoon voor zijn tijd. Tijdens zijn periode als grootkanselier was hij een belangrijk initiator van het Eerste Statuut van Litouwen. Daarnaast was hij verantwoordelijk voor het moderniseren van de Litouwse kanselarij en kwam de tweede versie van de Litouwse Kronieken onder zijn aanvoering tot stand. Goštautas gold als een belangrijk patroon van de geschreven Litouwse cultuur en hij hield er nationalistische ideeën op na. Daarnaast stichtte hij ook diverse kerken in Litouwen. Hij overleed in 1539 en werd begraven in de Kathedraal van Vilnius.